# Evil Dead: Regeneration
Evil Dead: Regeneration é um jogo eletrônico de ação hack and slash desenvolvido pelo estúdio americano Cranky Pants Games, publicado pela THQ e lançado para Microsoft Windows, PlayStation 2 e Xbox. É baseado na série The Evil Dead. Não está conectado ao jogo anterior Evil Dead: A Fistful of Boomstick. O jogo se passa em uma realidade alternativa da trilogia original, onde o filme Army of Darkness nunca aconteceu, retratando o que teria acontecido se Ash não tivesse sido enviado de volta no tempo no final do filme Evil Dead II.

## Trama
Ash Williams (dublado por Bruce Campbell) está trancado em um asilo para criminosos insanos, como resultado dos eventos que aconteceram em The Evil Dead e Evil Dead II. Convencido de que o mundo pensa que ele é louco, a verdade é muito mais nefasta. Seu médico, Dr. Reinhard, de alguma forma em posse do diário do Professor Raymond Knowby e do Necronomicon Ex-Mortis, planeja usar os livros para trazer sua ascensão ao poder. No processo, ele libera um exército de Deadites no mundo desavisado e é o trabalho de Ash parar o médico e colocar os Deadites de volta onde eles pertencem.
O jogo começa em Sunny Meadows, o asilo em que Ash está internado. Ash é brevemente visitado por sua advogada, Sally Bowline, que menciona como ela encontrou o diário do Professor Knowby e acredita na história de Ash sobre o Necronomicon e a cabana. Ash agradece Sally por seus esforços e flerta desajeitadamente com ela. Logo após Sally sair, Reinhard acidentalmente liberta os mortos através do Necronomicon. O mal também liberta Ash no processo. Ash viaja pelo asilo matando deadites com uma pistola que ele recuperou de um segurança morto. Ele eventualmente encontra suas roupas, seu boomstick e sua motosserra no processo. Enquanto ele atravessa o asilo, Ash encontra um deadite elétrico chamado Sparky. Ash mata Sparky e o decapita. Ash quebra brevemente a quarta parede, nos dizendo que "Ash está de volta aos negócios", e joga a cabeça de Sparky para longe. Ash prossegue pelo porão próximo. No entanto, quando ele está prestes a deixar o asilo, o espírito do Professor Knowby aparece para Ash, dizendo a ele que o plano de Reinhard requer o fechamento de vários portais e como Sally está em perigo por ter o diário. Ash se junta a uma vítima diminuta de Reinhard, um homem meio morto chamado Sam (dublado por Ted Raimi) que pode retornar de qualquer morte (pois ele é meio Deadite, mas não é afetado pelo mal). Sua condição lhe concede muitas habilidades místicas.
Ash e Sam viajam até um cemitério e eventualmente encontram um portal nas catacumbas próximas. No entanto, guardando o portal está uma grande rainha deadite. Ash mata a rainha com a ajuda de Sam e Sam fecha o portal. O espírito maligno dentro da rainha entra em Ash, brevemente o tornando um deadite. No entanto, por algum motivo, Ash agora pode controlar quando ele pode se transformar em "Evil Ash".
Ash e Sam atravessam a floresta ao redor de Sunny Meadows para encontrá-la infestada de deadites também. Ash encontra um lançador de arpões em uma pilha de lixo e o modifica em sua mão direita. Ash e Sam, com a ajuda de seu lançador de arpões, entram em uma mina abandonada onde encontram outro portal enquanto se defendem dos mineradores de deadite. No entanto, assim que chegam lá, um espírito possui um dos mineradores de deadite, transformando-o em um monstro enorme. Ash e Sam matam o minerador de deadite e fecham o portal. O professor Knowby diz a eles que Reinhard finalmente tem seu diário e precisa de um sacrifício humano. Ash acredita que Sally é aquela que ele pretende sacrificar. Ash e Sam seguem um poço de mina em direção às docas próximas, onde se acredita que outro portal esteja localizado; enquanto estão lá, Ash passa por outra pilha de lixo e encontra uma arma de torpedo de alta potência. A dupla destrói uma criatura peixe que guarda o portal das docas.
Ash e Sam atravessam um pântano, onde encontram um barraco cheio de materiais inflamáveis que permite que Ash crie um lança-chamas. Ash e Sam atravessam o pântano até uma cidade próxima chamada Port Turnham, que está infestada de Deadites. Eles atravessam a cidade destruída e, no processo, Ash substitui sua motosserra por uma mais nova com uma lâmina de titânio. Ash e Sam encontram um portal em um tribunal próximo. No entanto, Sam sucumbe à fadiga e boceja enquanto diz o encantamento. O portal, em vez de fechar, suga os dois para dentro dele. Uma vez dentro do portal, Ash e Sam se encontram em uma dimensão infernal. O Professor Knowby aparece dizendo a eles que a única saída é derrotar Reinhard e resgatar Sally. No entanto, ele começa a falar sobre como Ash deve salvar o mundo, no qual Ash fica muito bravo e diz que está apenas tentando salvar Sally e talvez Sam.
Ash e Sam enfrentam muitos obstáculos no templo Deadite, mas depois de muita luta, eles seguem para o covil de Reinhard, onde ele está prestes a sacrificar Sally. Reinhard diz o quão impressionado está com Ash. No entanto, ele se desculpa por eles terem que percorrer um longo caminho para morrer. Rienhard usa o Necronomicon para se transformar em um Deadite parecido com um troll. Ash e Sam matam Reinhard e Sam fecha o portal. Em uma cena muito romântica, Ash diz que percorreu um longo caminho e superou grandes probabilidades para se desculpar com Sally pelos conselhos de moda que deu a ela em Sunny Meadows. Assim que ele está se inclinando para beijar Sally, um espírito a possui. Ash, tomado pela raiva, atira na Sally possuída. No entanto, assim que ele faz isso, o portal reabre e suga Ash e Sam para dentro dele, junto com o Necronomicon, possivelmente enviando-os de volta no tempo, presumivelmente para sua própria versão alternativa do Army of Darkness.

## Jogabilidade
A jogabilidade consiste principalmente em hack and slash com pequenos quebra-cabeças convenientemente posicionados. O jogador assume o papel de Ash Williams enquanto ele luta contra hordas de Deadites. O jogador pode encontrar diferentes tipos de armas em níveis que encontram uso em diferentes situações. No início do jogo, Ash recebe seu companheiro Sam, que luta junto com ele na batalha. Ao contrário de outros jogos em que matar um amigo no jogo é tabu na melhor das hipóteses, Sam realmente morre comicamente muitas vezes no jogo. O jogador pode chutar Sam em aberturas para abrir portas ou em inimigos para arrancar suas cabeças. O jogador também pode possuir Sam para passar por pequenas aberturas; o objetivo é abrir uma porta ou um interruptor. Às vezes, Sam é controlado pelo computador e destrói adversários sem assistência. Às vezes, os inimigos precisarão de um "movimento final" (pressionar um botão específico) para destruí-los completamente.
Em contraste com os jogos anteriores, o jogo automaticamente dá ao jogador munição ilimitada para suas armas e gás ilimitado para sua motosserra. Um novo elemento de jogabilidade é o modo de fúria. Quando o jogador mata inimigos suficientes, ele enche seu medidor de fúria. Quando o medidor de fúria é preenchido até uma quantidade decente, ele permite que Ash entre no "modo fúria". O modo fúria transforma Ash em uma poderosa máquina de matar deadite. Ele dobra instantaneamente todo o dano da arma de Ash e o faz perder saúde mais lentamente.

## Recepção
Evil Dead: Regeneration recebeu avaliações "médias" em todas as plataformas, de acordo com o site de agregação de avaliações Metacritic. Adam Dodd do Bloody Disgusting escreveu que é "provavelmente o melhor jogo de console de escopo completo que existe em termos de mecânica", mas o criticou por sua "adição de um ajudante desagradável e muitas missões de escolta tediosas".